# NGC 7680-2
NGC 7680-2 (другие обозначения — PGC 3088959, NPM1G +32.0599, 4ZW 151) — галактика в созвездии Пегас.
Этот объект не входит в число перечисленных в оригинальной редакции «Нового общего каталога» и был добавлен позднее.